# Michael Damgaard
Michael Damgaard, född 18 mars 1990, är en dansk handbollsspelare för SC Magdeburg och det danska landslaget. Han är högerhänt och spelar som vänsternia. 

## Meriter
Med klubblag
- EHF Champions League: 
  -  2023 med SC Magdeburg
- EHF European League:
  -  2021 med SC Magdeburg
  -  2022 med SC Magdeburg
  -  2013 med TTH Holstebro
  -  2017 och 2018 med SC Magdeburg
- Tysk mästare: 
  -  2022 och 2024 med SC Magdeburg
- Tyska Cupen:
  -  2016 och 2024 med SC Magdeburg
  -  2019, 2022 och 2023 med SC Magdeburg
- IHF Super Globe:
  -  2021, 2022 och 2023 med SC Magdeburg
- Dansk mästare:
  -  2014 med TTH Holstebro

Med landslag
- VM 2023
- OS 2016 i Rio de Janeiro
- EM 2024
- U21-VM 2011